# Amelia B. Coppuck Welby
Pour les articles homonymes, voir Welby.
Amelia Ball Coppuck Welby, née le 3 février 1819 à Saint Michaels dans l'État du Maryland et morte le 3 mai 1852 à Louisville dans l'État du Kentucky est une poète américaine.

## Biographie

### Jeunesse et formation
Amelia B. Coppuck Welby est une des filles de William Coppuck et de Mary Shield Coppuck. Son père est un vétéran de la guerre anglo-américaine de 1812, une fois démobilisé, il entreprend une carrière de maçon. Peu après la naissance d'Amelia B. Coppuck, il est engagé par le gouvernement fédéral des États-Unis pour bâtir des phares sur la côte. C'est ainsi que la famille Coppuck emménage à Baltimore. Amelia  B. Coppuck passe son enfance à Baltimore, où elle suit ses études dans une école privée,,. 
Sa période à Baltimore est marquée par deux événements qui lui arrivent à ses 10 ans, une opération chirurgicale pour réparer son bec de lièvre et la mort de sa mère. Amelia B. Coppuck exprime ses émotions liées à ces épreuves en écrivant ses premiers poèmes à l'âge de 12 ans et qui sont publiés par le Cambridge Chronicle (en).   

### Carrière

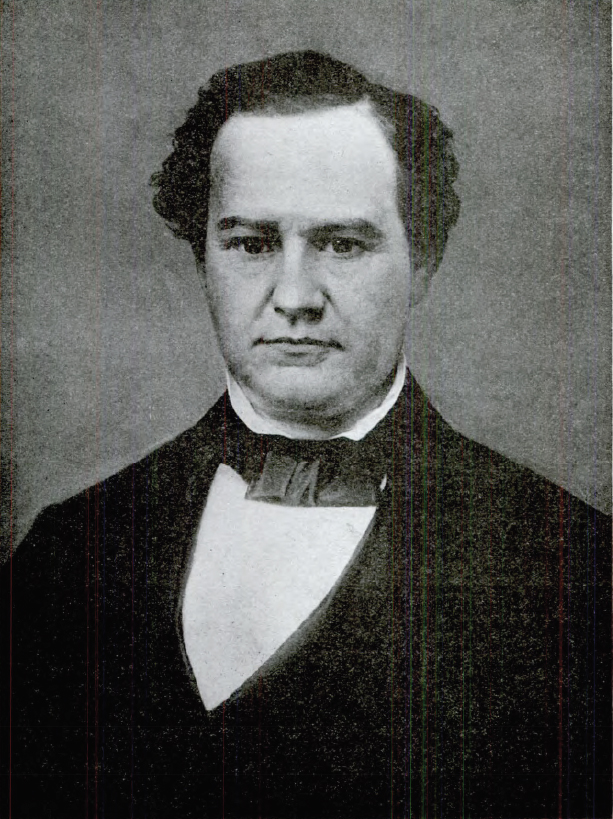
George D. Prentice.

#### Les débuts
En 1834, la famille Coppuck quitte Baltimore pour retourner au Kentucky, dans un premier temps à Lexington pour s’installer définitivement à Louisville. Dès 1837, avec l'aide sa sœur Mary elle soumet ses poésies à George D. Prentice (en), l'éditeur du Louisville Daily Journal, l'actuel The Courier-Journal. Ce dernier apprécie immédiatement le style musical de la jeune poète et publie ses poèmes dans le Louisville Daily Journal sous son nom de plume « Amelia ». Les poèmes d'Amelia B. Coppuck, sont copiés et diffusés dans d'autres journaux et magazines,,. 
Après son mariage en 1838,  Amelia B. Coppuck Welby continue son activité littéraire, leur résidence de Louisville devient un lieu de rencontre du monde culturel du Kentucky, qui attire même des visiteurs venus de loin  comme le violoniste Ole Bull.  

#### La notoriété nationale
À partir de 1840, la notoriété d'Amelia B. Coppuck Welby s’étend sur l'ensemble du territoire des États-Unis. En 1845, ses poèmes sont rassemblés pour être édités dans un recueil de poèmes sous le titre de Poems by Amelia.  Quand la nouvelle du projet est connue, cela déclenche une guerre de surenchère chez les éditeurs, finalement ce sont les éditions D. Appleton & Company qui obtiennent le contrat. La première édition est rapidement épuisée. Après la refonte du recueil en 1850, ce dernier connait entre 1850 et 1860 pas moins de 17 rééditions,.  
Des extraits de son recueil sont édités dans des revues littéraires prestigieuses telles que le Graham's Magazine, le Poet’s Magazine (Albany), la  Southern Quarterly Review, et la Western Literary Journal and Monthly Review. Plusieurs de ses poèmes paraissent dans des anthologies de son vivant comme Female Poets of America de Rufus Griswold (1849), American Female Poets de Caroline May (en) (1848)et Female Poets of America de Thomas Buchanan Read (1849),,.

### Regards sur son œuvre

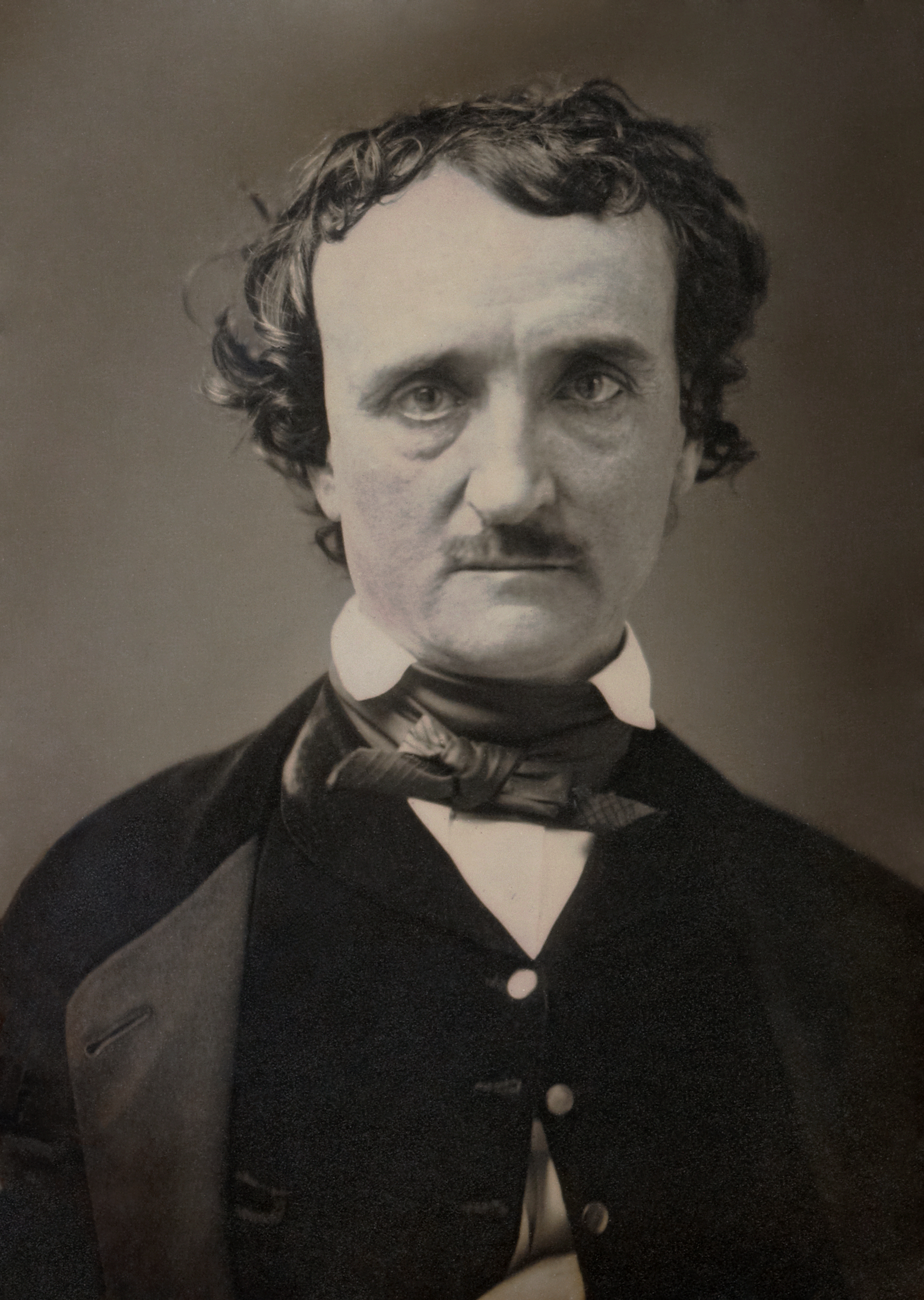
Edgar Allan Poe.

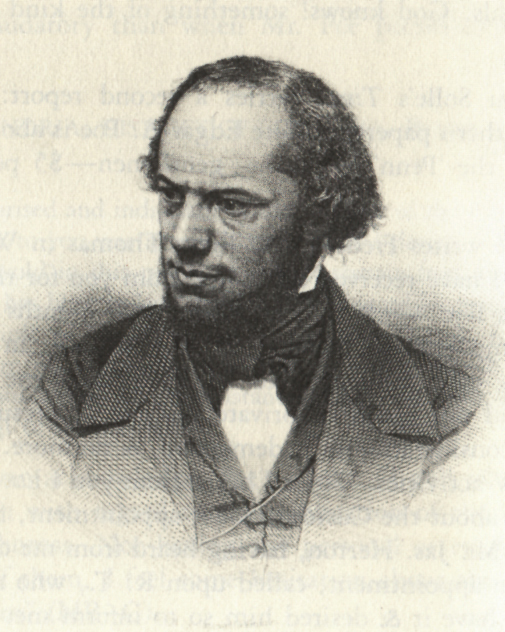
Rufus Griswold.

La réception de l'œuvre poétique d'Amelia B. Coppuck Welby est diverse. La Lady anonyme signataire du pamphlet The Test; or, The Way to Distinguish Tinsel from Gold and Pearl from Pottery (« La mise à l'épreuve ou, la façon de distinguer le clinquant  de l'or et la perle de la verroterie ») publié en 1845 par le Morning Courier de Louisville, journal concurrent du Louisville Daily Journal, considère son esthétique comme surfaite. De son côté Rufus Griswold, tout en reconnaissant la beauté de son style, note le « peu d'indications d'une puissance créatrice originale ». Edgar Poe est positif, dans un article de la Democratic Review de décembre 1844, écrit : « Très peu de poètes américains lui sont comparables quant à ses véritables qualités poétiques. Quant à nos poétesses (un mot absurde mais nécessaire), aucune ne s’approche d’elle. »,.
Selon Carolyn Zylboorg, les techniques poétiques et les thèmes d'Amelia B. Coppuck Welby sont généralement standards, elle décrit son expérience esthétique de la nature, la mort, l'amour, etc. selon la métrique du style élégiaque, inspiré du romantisme britannique et américain.  Ce qui a fait son succès est probablement sa fluidité rythmique et mélodique,.
Amelia B. Coppuck Welby était une admiratrice de Lord Byron, et fut influencée par les poésies de Felicia Hemans, Nathaniel Parker Willis et Thomas Moore (poète).

### Vie privée
En juin 1838, Amelia B. Coppuck épouse George Welby, un homme d'affaires britannique qui s'est installé à Louisville et devient Amelia B. Coppuck Welby,.
Amelia B. Coppuck Welby meurt deux mois après avoir donné la naissance à son enfant unique. elle est inhumée au Cave Hill Cemetery de Louisville.

## Œuvres
- Poems, New-York, D. Appleton & Company (réimpr. 1860) (1re éd. 1845), 276 p. (ISBN 9781343237650, lire en ligne),

## Pour approfondir

#### Notices dans des encyclopédies et manuels de références
- (en-US) anonyme, The Test : A Critical Notice of Poems of Amelia, Louisville, Kentucky, Morning Courier, 1845, 40 p. (lire en ligne),
- (en-US) Dumas Malone (dir.), Dictionary of American Biography, Vol. 10, New York, Scribner's (réimpr. 1995) (1re éd. 1934), 1352 p. (ISBN 9780684141473, lire en ligne), p. 630. ,
- (en-US) Emily Stipes Watts, The Poetry of American Women from 1632 to 1945, Austin, Texas, University of Texas Press, 1er mars 1977, 218 p. (ISBN 9780292764507, lire en ligne), p. 66 ; 158 ; 163,
- (en-US) John A. Garraty & Mark C. Carnes (dir.), American National Biography, Volume 22: Tunnicliff - Welk, New York, Oxford University Press, USA, 1er janvier 1999, 932 p. (ISBN 9780195128017, lire en ligne).
- (en-US) Taryn Benbow-Pfalzgraf (dir.), American Women Writers: A Critical Reference Guide: From Colonial Times to the Present, Detroit, Michigan, St. James Press, 1er janvier 2000, 339 p. (ISBN 9781558624320, lire en ligne), p. 208. ,

#### Articles académiques
- (en-US) Susan Grove Hall, « From Voice to Persona: Amelia Welby's Lyric Tradition in Sarah M. B. Piatt's Early Poetry », Tulsa Studies in Women's Literature, vol. 25, no 2,‎ 2006, p. 223-246 (24 pages) (lire en ligne ),